# Anfo
Anfo (brescià: Anf) és un municipi italià de la província de Brescia, a la regió de Llombardia.